# Аморальний проступок
Аморальним проступком є винне діяння, що суперечить загальноприйнятим нормам і правилам, порушує моральні устої суспільства, моральні цінності, які склалися в суспільстві, і суперечить змісту трудової функції, тим самим дискредитуючи службово-виховні, посадові повноваження відповідного кола осіб.
Аморальний проступок як одиничний поведінковий акт, що характеризується негативним ставленням індивіда до суспільних, і в першу чергу загальнолюдських, норм моралі, порушення яких не передбачає покарання законом, а лише громадським осудом.
У широкому значенні аморальний проступок – це діяння, що порушує моральні підвалини суспільства, посягає на суспільні відносини щодо дотримання моральних устоїв та цінностей.
Суб’єктивна сторона аморального проступку – це вина, яка може бути виражена як у формі умислу, так і у формі необережності.

## Сутність терміна
Аморальним проступком вважають появу в громадських місцях у нетверезому стані, нецензурну лайку, недостойну поведінку, бійку, погрози та вимагання, поведінку, що принижує людську гідність, участь у створенні фото та відео еротико-порнографічного характеру, булінг, факт притягнення особи до адміністративної/кримінальної відповідальності тощо. До аморального проступку традиційно відносять застосування методів виховання, пов'язаних з фізичним і психічним впливом, знущання, непристойне докучання жінкам у громадських місцях, появу в нетверезому стані серед вихованців, спонукання до вступу в статевий зв'язок тощо.
Складення вичерпного переліку аморальних проступків є неможливим і недоцільним, бо: необхідне звернення до сфери моралі і досить проблематично перелічити всі випадки, які вважаються порушенням норм моралі, розмежувати аморальні проступки на такі, за які звільняють у разі здійснення їх на роботі та такі, за які звільняють у разі їх скоєння у побуті; мораль постійно розвивається і змінюється, тому навіть у випадку встановлення такого переліку існувала б постійна необхідність його перегляду з метою запобігання виникненню протиріч між нормами моралі і нормами права. Також складання такого переліку вважається недоцільним, бо необґрунтовано звужується коло вчинків, які в нього потрапляють.
Вичерпного переліку критеріїв чи ознак, за якими можна схарактеризувати певний проступок як аморальний, немає, адже саме поняття суспільної моралі є оцінним і у кожному випадку порушення (непорушення) суспільної моралі має характеризуватися, враховуючи фактичні обставини. Термін «аморальний проступок» також є оцінним поняттям, оскільки не конкретизований законодавцем. У кожному випадку варто визначати чи настали негативні наслідки або ці наслідки можуть настати пізніше і чи зумовлені вони вчиненням аморального проступку.

## Правові наслідки здійснення аморального проступку
Особливе значення аморальному проступку надається в тих випадках, коли це стосується трудових відносин спеціальних суб'єктів, наділених особливими повноваженнями. До деяких видів професійної діяльності висуваються підвищенні моральні вимоги. Викликається це або особливою довірою до них, або тим, що характер праці народжує потребу у високій солідарності і узгодженості дій. Все це викликає нову, більш високу міру моральної відповідальності. Виникає необхідність додаткового регулювання трудових відносин деяких працівників. Порушення моральних норм для таких категорій працівників передбачає не лише моральну, а й дисциплінарну відповідальність.
Аморальні проступки неможливо виділити як самостійну підставу дисциплінарної відповідальності. З теоретичних позицій підставою будь-якого виду юридичної відповідальності може виступати лише відповідний вид правопорушень. Аморальні проступки порушують норми моралі і виступають підставою іншого виду соціальної відповідальності — моральної. Між правовими і моральними нормами існує тісний взаємозв'язок.
Особа, яка здійснила аморальний проступок не має права продовжувати виконувати виховні функції, оскільки вона не може бути прикладом для наслідування, зразком високої моралі. У зв'язку з цим у Кодексі законів про працю України передбачено, що трудовий договір може бути розірваний з ініціативи власника або уповноваженого ним органу у випадку вчинення працівником, який виконує виховні функції, аморального проступку, не сумісного з продовженням даної роботи.

### Притягнення працівника до дисциплінарної відповідальності за аморальний проступок
Притягнути працівника до дисциплінарної відповідальності за порушення моральних норм можливо лише в тому випадку, якщо законами, статутами, положеннями про дисципліну передбачені відповідні підстави. Такі правила діють стосовно працівників прокуратури, судів, працівників поліції, працівників, що направляються на роботу в дипломатичні представництва і консульські заклади, представників виконавчої влади і державних закладів за кордоном, осіб, що виконують виховні функції та ін. До категорії працівників, до яких висуваються підвищенні моральні вимоги належать члени Вищої ради юстиції. Особливе місце в переліку працівників, до яких висуваються підвищені моральні вимоги посідають працівники, що виконують виховні функції.